# Paul Daniel Lamprecht

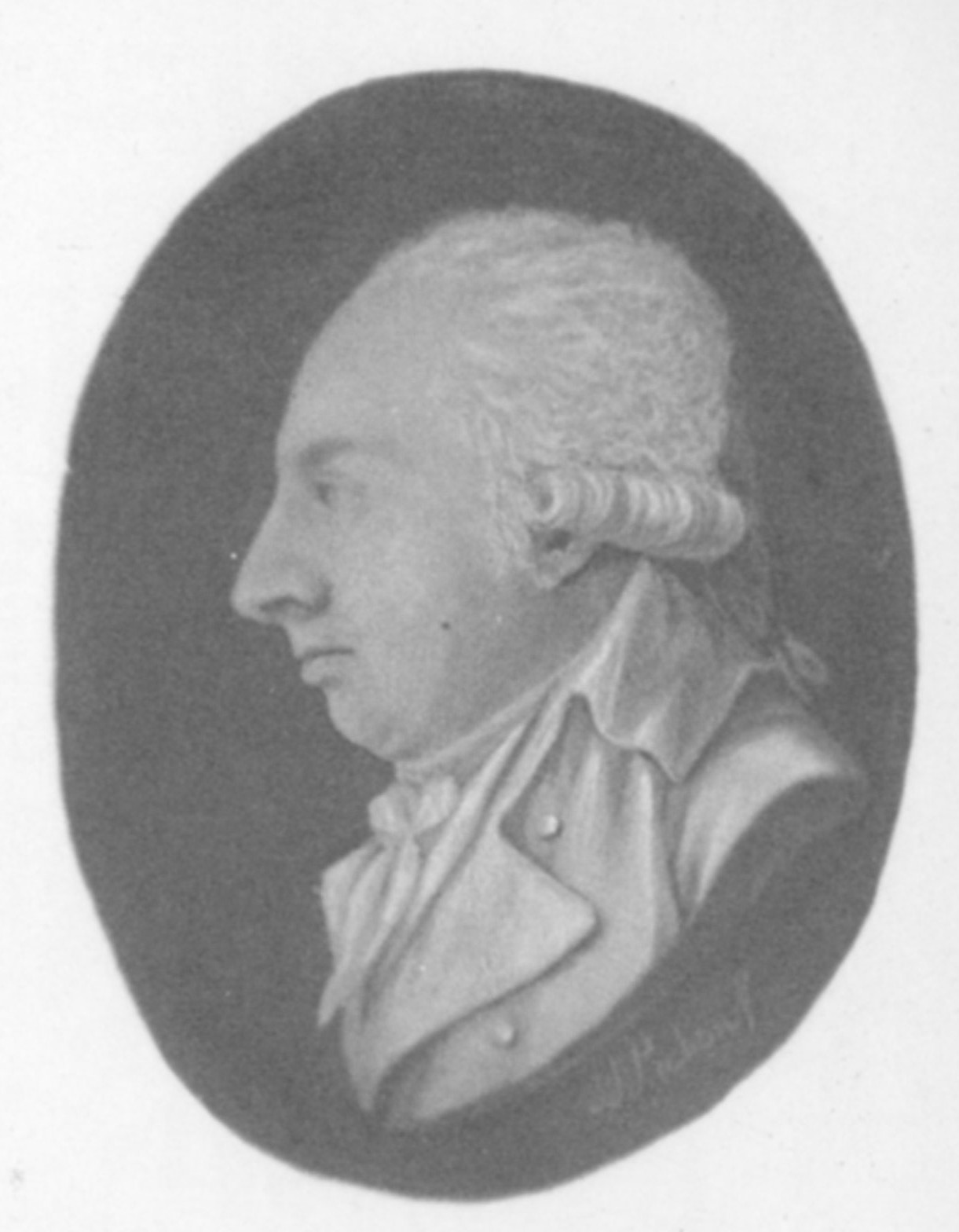
Paul Daniel Lamprecht

Paul Daniel Lamprecht (* 1. Dezember 1755 in Lübeck; † 22. Juli 1832 in Hamburg) war ein deutscher Jurist und Domherr. 

## Leben
Paul Daniel Lamprecht war der Sohn des Lübecker Ratsherrn Dietrich Gottfried Lamprecht und seiner Frau Magdalena Elisabeth, geb. Witte. Er wurde zu Hause von seinem Vater unterrichtet und studierte Rechtswissenschaften. Nach seiner Promotion zum Dr. jur. mit einer Dissertation über einen Aspekt des Lübischen Rechts an der Universität Gießen 1778 sammelte er für einige Zeit praktische Erfahrungen in Wetzlar am Reichskammergericht. Er kam nach Hamburg, wo er bald vom Domkapitel als Domherr zugelassen wurde. Er wurde am 11. Juli 1795 investiert, nachdem er die achte große Präbende durch den Verzicht des früheren Besitzers erworben hatte. 
Seit 1826 war er der letzte Senior des Kapitels, das schon 1803 mit dem Reichsdeputationshauptschluss mit Ausnahme der zu diesem Zeitpunkt bestehenden Kanonikate aufgehoben worden war. 
Er war seit dem 1. September 1789 verheiratet mit Elisabeth, geb. Meyer, einer Tochter des Kaufmannes Hinrich Meyer und der Johanna Maria, einer Tochter des Hamburger Senators Guilliam Clamer. Damit war er Schwager von Friedrich Johann Lorenz Meyer. Von den drei Kindern dieser Ehe starb das erste jung; Elisabeth Johanna (* 26. März 1791), starb als verheiratete Pauli vor dem Vater; das dritte Kind, Diedrich Philipp August (1796–1882), wurde Bürgermeister in Bergedorf, dessen Sohn war Heinrich Otto Lamprecht (10. Juni 1834), Dr. der Rechte und Advokat zu Hamburg.
Von 1800 bis zum Verkauf 1821 besaß er das Gut Niendorf a. d. St. In Hamburg wohnte er ab 1830 an der (damals neu angelegten) Esplanade.

## Schriften
- Meditatio ad articulum IX tituli 2, libri 2 statutorum Lubecensium. Gießen 1778
- Dem Andenken des am 2t. Nov. 1798 verstorbenen Herrn Diedrich Gottfr. Lamprecht, beider Rechte Doctors, u. Mitgliedes des Senats der freien Reichsstadt Lübeck, gewidmet von seinem Sohne. Lübeck 1798